# Logan International Airport
Logan International Airport (IATA: BOS, ICAO: KBOS, FAA LID: BOS), officiálně známé jako General Edward Lawrence Logan International Airport, je mezinárodní letiště v Bostonu v Massachusetts v USA. Leží na ploše 965 ha, disponuje šesti dráhami, čtyřmi terminály a odhadem zaměstnává 16 000 lidí. Jde o největší letiště v regionu Nová Anglie s 33,5 mil. odbavenými cestujícími za rok 2015. Slouží jako jeden z hlavních hubů pro společnosti Delta a JetBlue Airways.
Letiště bylo otevřeno 8. září 1923 a bylo používáno hlavně americkým letectvem a vzdušnými strážemi státu Massachusetts. Tehdy bylo nazýváno Jeffery Field. První pravidelné komerční lety prováděla společnosti Colonial Air Transport mezi Bostonem a New Yorkem v roce 1927. Dne 1. ledna 1936 se meteorologická stanice letiště stala oficiálním bodem pro Bostonské meteorologické pozorování a záznamy národní meteorologické služby (National Weather Service).